# Johann Julius Albrecht Hecht
Johann Julius Albrecht Hecht (* 6. Dezember 1731 in Halberstadt; † 29. Juni 1804 ebenda) war ein preußischer Beamter, der als Regierungsdirektor im Fürstentum Halberstadt tätig war, und Rittergutsbesitzer.

## Leben
Er wurde im früheren Bistum Halberstadt, das 1648 an das Kurfürstentum Brandenburg fiel und in ein Fürstentum umgewandelt wurde, geboren. Sein Vater war Justus Heinrich Hecht, der spätere Dechant in Halberstadt. Seine Mutter war Magdalene Salome geborene Lessmann aus Halberstadt.
Er besuchte Schule und Gymnasium in seiner Heimatstadt. 1750 ging er zum Studium an die Universität Halle, wo er Rechtswissenschaften studierte. 1752 wurde er Referendar bei der Regierung in Halberstadt, wodurch eine 50-jährige Tätigkeit im preußischen Staatsdienst seinen Anfang nahm. Auf eigenen Wunsch wurde er 1756 nach Magdeburg versetzt, wo er das große Examen ablegte. Bereits 1760 kehrte er wieder nach Halberstadt zurück, wo er fortan bis zu seinem Lebensende wirkte. im Jahre 1763 erfolgte seine Beförderung zum Rat.
1763 wurde Johann Julius Albrecht Hecht zum Regierungsrat ernannt. 1786 wurde er als der beste Rat bei der Regierung Halberstadt bezeichnet. Im darauffolgenden Jahr wurde er zum Direktor der Regierung Halberstadt befördert. Als solcher unterstützte er den hochbetagten Regierungspräsidenten C. L. von Cronberg. Als dieser in den Jahren 1790/91 schwer erkrankte, leitete Hecht vertretungsweise die Regierungsgeschäfte. Nebenberuflich arbeitete er als Akzise- und Zollrichter in Halberstadt.
Als er 1804 starb, hinterließ er die Witwe Charlotte Friederike (1739–1806), Tochter des Kaufmanns und Dechanten Hermann Stilcke aus Magdeburg, und mehrere erwachsene Kinder, die teilweise auch eine Verwaltungslaufbahn eingeschlagen hatten. Dazu zählen der in den Adelsstand erhobene Kriegs- und Domänenrat Ludwig Heinrich Friedrich Hecht (1774–1854), der Justizkommissar Carl Christian Julius Hecht und der Oberamtmann Friedrich Wilhelm Leopold Hecht.